# Baňa (powiat Stropkov)
Baňa – wieś (obec) na Słowacji położona w kraju preszowskim, w powiecie Stropkov. Pierwsze wzmianki o miejscowości pochodzą z roku 1957.
Według danych z dnia 31 grudnia 2012, wieś zamieszkiwały 172 osoby, w tym 80 kobiet i 92 mężczyzn.
W 2001 pod względem narodowości i przynależności etnicznej miejscowość zamieszkiwali wyłącznie Słowacy.
Ze względu na wyznawaną religię struktura mieszkańców kształtowała się w 2001 roku następująco:
- Katolicy rzymscy – 95,54%
- Grekokatolicy – 2,97%
- Prawosławni – 0,99%
- Ateiści – 0,50%